# Пальма (радиостанция)
«Пальма» — общее название стационарных и возимых ЧМ полупроводниковых радиостанций метрового диапазона «Пальма-П» и «Пальма-ПН», устанавливаемых на транспортных средствах оперативных и специальных служб в СССР.
Разработаны в НИИ связи г. Воронеж (открытое наименование — предприятие п/я Р-6208, в н.в. концерн «Созвездие») по заказу МВД СССР во второй половине 70-х годов 20-го века, в производственной серии радиостанции «Пальма» примерно с 80-го года.
Р\с «Пальма» достаточно широко использовались оперативными службами милиции, в пожарной охране, а также другими организациями и ведомствами СССР. Ограниченно поставлялись в Вооруженные Силы СССР, например, ими комплектовались аэродромные спецавтомобили.

## Краткое описание

### Общие сведения
Для создания радиосети использовались базовые радиостанции 52РТС-А2-ЧМ (53РТС-А2-ЧМ, 54РТС-А2-ЧМ, 55РТС-А2-ЧМ, общее название «Пальма-П»), которые устанавливались в помещении оперативного дежурного или диспетчера, и мобильные радиостанции 56РТМ-А2-ЧМ, 57РТМ-А2-ЧМ монтируемые на легковых автомобилях, 58РТМ-А2-ЧМ — на тяжёлых автомобилях, и р/с 59РТМ-А2-ЧМ была разработана для установки на мотоцикл с боковым прицепом (общее название — «Пальма-ПН»).
Радиостанции обеспечивают беспоисковую, бесподстроечную телефонную радиосвязь с однотипными радиостанциями, а также с комплексом радиостанций диапазона 140—174 МГц (VHF, ОВЧ-диапазон). Эти радиостанции работают в симплексном режиме с частотной модуляцией. Работа может осуществляться на любом из трех фиксированных каналов связи.
Радиостанции «Пальма» также могут быть использованы для работы с носимыми р/с типа 63Р1, и портативными типа 61Р1, на расстояниях до 3 и 1 км соответственно.

### Конструкция
В состав стационарной радиостанции «Пальма» 52 РТС-А2-ЧМ входят приемопередатчик, сетевой блок питания, два распределителя, антенна типа «стакан», индикатор мощности, монтажная рама, соединительные кабели, дистанционный пульт для управления радиостанцией из одного пункта на расстоянии до 100 м (либо два пульта управления в составе радиостанции 53 РТС-А2-ЧМ, позволяющих устанавливать связь с двух пунктов на расстоянии до 100 м). Для подключения пультов управления к радиостанциям применяются экранированные соединительные кабели. Также возможно непосредственное соединение радиостанций с пультом. Радиостанции 54 РТС-А2-ЧМ и 55 РТС-А2-ЧМ позволяют осуществлять дистанционное управление приемопередатчиком на расстоянии до 2 км по четырёхпроводной линии. Радиостанции 54 РТС-А2-ЧМ и 55 РТС-А2-ЧМ отличаются друг от друга тем, что первая — однопультовая, вторая — двухпультовая.
Мобильные радиостанции типа 56 РТМ-А2-ЧМ, 57 РТМ-А2-ЧМ, 58 РТМ-А2-ЧМ, 59 РТМ-А2-ЧМ предназначены для установки на подвижных объектах. Конструкция мобильных радиостанций отличается от конструкции стационарных тем, что управление ими осуществляется с блока управления, в который входят пульт управления, держатель с микротелефонной трубкой и усилитель низкой частоты. Приемопередатчик и блок питания мобильных радиостанций крепятся на амортизационной раме. Радиостанции 56 РТМ-А2-ЧМ, 57 РТМ-А2-ЧМ имеют один блок управления, 58 РТМ-А2-ЧМ — два блока управления. В состав мотоциклетной радиостанции 59 РТМ-А2-ЧМ входит рулевой блок управления, содержащий рулевой пульт управления, микрофон и усилитель низкой частоты. Штыревая антенна мобильной радиостанции — четвертьволновой несимметричный вибратор с вертикальной поляризацией, монтируемый на крыше автомобиля.
Радиостанции трехканальные, работают на фиксированных частотах в диапазоне 140—174 МГц при разносе частот между каналами 50 кГц. Перестройка радиостанций на любые фиксированные частоты осуществляется в условиях мастерской. При этом фиксированные каналы должны быть собраны в полосу 150 кГц.
В конструкции радиостанции имеется высокочастотный шумоподавитель. Эффективность работы шумоподавителя не хуже минус 40 дБ.
Р/с «Пальма» блочной конструкции, в литом алюминиевом корпусе, пылебрызгозащищенные. Для непосредственно переговоров с абонентом служит микротелефонная трубка, содержащая микрофон ДЭМШ-1 А и телефонный капсюль ТА-56М. Внутри трубки смонтирован микрофонный усилитель.
Электронная схема радиостанции собрана на полупроводниковых элементах: транзисторах и микросборках.

## Технические характеристики
- Диапазон рабочих частот: 140—174 МГц (ОВЧ)
- Модуляция — частотная
- Режим работы — ТЛФ
- Число фиксированных каналов — 3
- Выходная мощность передатчика, не менее[1] — 8 ватт
- Чувствительность приёмника — 1 мкВ
- дальность связи стационарных вариантов р/с с возимыми — 20-40 км
- дальность связи мобильных вариантов р/с меж собой — 7-15 км
- питание стационарной р/с — бытовая электрическая сеть 127/220 вольт однофазного переменного тока
- питание мобильной р/с — бортовая сеть постоянного тока 12,6 вольта

Масса р/с в комплекте поставки:
- - Возимый вариант: 20-27 кг
  - стационарный вариант: 42-67 кг